# Wielka Łąka (gromada)
Wielka Łąka (alt. Wielkołąka) – dawna gromada, czyli najmniejsza jednostka podziału terytorialnego Polskiej Rzeczypospolitej Ludowej w latach 1954–1972.
Gromady, z gromadzkimi radami narodowymi (GRN) jako organami władzy najniższego stopnia na wsi, funkcjonowały od reformy reorganizującej administrację wiejską przeprowadzonej jesienią 1954 do momentu ich zniesienia z dniem 1 stycznia 1973, tym samym wypierając organizację gminną w latach 1954–1972.
Gromadę Wielka Łąka z siedzibą GRN w Wielkiej Łące utworzono – jako jedną z 8759 gromad na obszarze Polski – w powiecie wąbrzeskim w woj. bydgoskim, na mocy uchwały nr 24/16 WRN w Bydgoszczy z dnia 5 października 1954. W skład jednostki weszły obszary dotychczasowych gromad Wielka Łąka i Pruska Łąka ze zniesionej gminy Wielkie Rychnowo oraz obszar miejscowości Szychowo z miasta Kowalewo w tymże powiecie. Dla gromady (zapisano Wielkołąka) ustalono 23 członków gromadzkiej rady narodowej.
1 stycznia 1956 gromadę włączono do nowo utworzonego powiatu golubsko-dobrzyńskiego w tymże województwie.
31 grudnia 1959 z gromady Wielka Łąka wyłączono wieś Szychowo, włączając ją do gromady Kowalewo w tymże powiecie.
Gromadę zniesiono 1 stycznia 1969, a jej obszar włączono do gromady Wielkie Rychnowo w tymże powiecie.